# باحة حركية إضافية
المنطقة الحركية الإضافيِّة(SMA) هي جزء من القشرة المُخيِّة الرئيسية التي تساهم في التحكم في الحركة. وهي تقع على سطح خط الوسط من نصف الكرة أمام (أمام) تمثل ساق القشرة الحركية الأولية. في القرود تحتوي SMA على خريطة تقريبية للجسم. في البشر تكون خريطة الجسم واضحة. الخلايا العصبية في SMA تتجه مباشرة إلى النخاع الشوكي وقد تلعب دورًا في التحكم المباشر في الحركة. تشمل الوظائف المحتملة المنسوبة إلى SMA تثبيت وضعية الجسم ، والتنسيق بين جانبي الجسم مثل أثناء الحركة الثنائية، والتحكم في الحركات التي تتولد داخليًا بدلاً من أنّ تحفزها الأحداث الحسية، والتحكم في تسلسل الحركات. كل هذه الوظائف المقترحة تبقى فرضيات. دور أو الأدوار الدقيقة للباحة الحركية الإضافية غير معروف حتى الآن.

## الوظائف
وصف بنفيلد وويلش الباحة الحركية الإضافية لأول مرة في دماغ القرد ودماغ الإنسان كتمثيل للجسم على الجدار الإنسي من نصف الكرة المخية في عام 1951. أكد وولسي وزملاءه وجود هذه الباحة في أدمغة القردة في عام 1952، إذ وصفوها بخريطة جسدية التوضع تقريبية مع اتخاذ الساقين الموقع الخلفي والوجه الموقع الأمامي. وُجد أيضًا أن تمثيلات أجزاء الجسم المختلفة متداخلة بشكل واسع. أدى تحفيز مناطق متعددة من الباحة إلى حركات ثنائية الجانب إلى جانب حركة الأطراف الأربعة سوية في بعض الأحيان. أثبت العديد من الباحثين الآخرين وجود هذه الخريطة جسدية التوضع المتداخلة في الباحة الحركية الإضافية.
اقتُرحت أربع فرضيات أساسية حول وظيفة الباحة الحركية الإضافية: التحكم في ثبات الوضعية أثناء الوقوف أو المشي، وتنسيق التسلسلات الصدغية للأفعال، والتنسيق بين اليدين وبدء الحركة المتولدة داخليًا المعاكسة لتلك المحرضة بالتنبيه. مع ذلك، لا تميل البيانات إلى دعم وجود دور حصري للباحة الحركية الإضافية متمثل في إحدى الوظائف السابقة. في الحقيقة، تنشط الباحة الحركية الإضافية بشكل واضح أثناء كل من الحركات غير التسلسلية، وأحادية اليد والقائمة على التنبيه. 
يمكن تفسير دور الباحة الحركية الإضافية بالنسبة للحركة الإرادية لدى الإنسا على النحو الآتي: يولد نشاط الباحة المكون المبكر من جهد الاستعداد (بي بّي) أو جهد الاستعداد «بي بّي 1» أو «بي بّي» المبكر. أكد كنينغتون وآخرون دور الباحة الحركية الإضافية بشكل أكبر في عام 2003، موضحًا حدوث نشاط في منطقتي «إس إم إيه» الأمامية و«إس إم إيه» المخصوصة قبل الحركة أو الفعل الإراديين، بالإضافة إلى الباحة الحركية الحزامية (سي إم إيه) والقشرة الحزامية المتوسطة الأمامية (إيه إم سي سي). من خلال الدمج بين الصور المأخوذة بشكل متزامن بواسطة تقنيتي «إي إي جي» و«إف إم آر آي»، ثبت في الآونة الأخيرة وجود روابط تبادلية وثيقة بين «إس إم إيه» و«إيه إم سي سي»، ما يساهم في حفاظ  كل منهما على نشاط الأخرى، إذ يتوسط هذا التفاعل مرحلة الاستعداد للحركة بما يتناسب مع مطال جهد الاستعداد.
قد تتمركز الباحة الحركية الإضافية في دماغ القردة حول التحرك، وعلى وجه الخصوص أنماط التحرك المعقدة مثل التسلق أو القفز. يستند هذا الاقتراح إلى الدراسات القائمة على تحريض حركات معقدة شاملة لكامل الجسم بشكل مشابه للتسلق أو القفر من خلال التنبيه على نطاق زمني معتمد على السلوك. تتوافق هذه الفرضية مع الفرضيات السابقة، بما في ذلك دور الباحة الحركية الإضافية في استقرار الوضعية، وفي الحركات المتولدة داخليًا، وفي التنسيق بين اليدين وفي التخطيط للتسلسلات الحركية، نظرًا إلى استخدام جميع هذه الوظائف بكثرة في التحرك المعقد. تشكل فرضية التحرك إحدى الأمثلة على تفسير القشرة الحركية بما يتناسب مع الحصيلة السلوكية الكامنة التي تنشأ عنها وظائف التحكم المجردة، إذ يمثل هذا النهج الذي أكده غرازيانو وزملاءه.

## معرض الصور

القشرة الحركية الإضافية مظللة باللون الأخضر على صور التصوير بالرنين المغناطيسي التاجي T1.
القشرة الحركية الإضافية مظللة باللون الأخضر على صور التصوير بالرنين المغناطيسي T1 السهمي.
القشرة الحركية الإضافية مظللة باللون الأخضر على صور التصوير بالرنين المغناطيسي T1 المستعرضة.

## روابط خارجية
- ancil-426 في نيورونيمز.